# 佐々誠彦
佐々 誠彦（ささ しげひこ）は、日本の電気/電子物理工学・半導体工学者。大阪工業大学名誉教授。工学博士（大阪大学）。元ナノ材料マイクロデバイス研究センター長。元ナノジャパン（ライス大学の研究プロジェクト）研究アドバイザー。元北海道大学量子集積エレクトロニクス研究センター客員教授。IEEE関西支部Chapter役員。大阪産業技術研究所・大阪商工会議所との共同推進機関OIT-P（Osaka Industrial Technology Platform; 地域産業技術プラットフォーム）の元メンバー。
専門は、半導体工学（特に酸化物半導体）・電気/電子物理工学、ナノマテリアル・半導体デバイス（特にテラヘルツ波デバイス）。

## 経歴
1980年大阪大学工学部電気工学科卒業。1982年同大学大学院工学研究科電気工学専攻博士前期課程修了。のちに、工学博士（大阪大学）。富士通研究所研究員などを経て、1995年大阪工業大学工学部電気工学科（のちの電気電子システム工学科）に助教授として着任。2002年同学部電気電子システム工学科教授を経て、2023年大阪工業大学名誉教授。
大阪工業大学電気工学科・電気電子システム工学科で25年以上の長きに渡り教鞭を執り、特に同大学ナノ材料マイクロデバイス研究センター(NMRC)長として、半導体工学・ナノマテリアルの研究育成に貢献した。NMRCの活性化のため、ナノテクノロジー分野の海外有力大学であるライス大学やミュンヘン工科大学、ヴロツワフ工科大学などから材料デバイス専門家を招聘し、国際ワークショップを行うなど研究レベルでの国際交流を推進した。相互交流の一環としてヴロツワフ工科大学での現地集中講義（テーマ「半導体ヘテロ接合デバイスの開発」）も行っている。
また、国際シンポジウムMTSA(Microwave/Terahertz Science and Applications)2015やMRS(Materials Research Society)2019のセッションに参加するなど、大阪工業大学における半導体工学研究の国際的プレゼンス向上に貢献した。

## 主な所属学会[13]
- SPIE
- IEEE
- American Physical Society
- 電気学会
- 応用物理学会[14]

## 主な著書
- 高周波半導体材料・デバイスの新展開（シーエムシー出版、2006年）
- ZnO系の最新技術と応用（シーエムシー出版、2007年）
- 半導体デバイス工学（オーム社、2012年）[15]

## 主な研究
- パルステラヘルツ放射素子の開発 〜 見えない光で見えないものを見る[16]
- InAs系ヘテロ構造を用いた室温動作テラヘルツ波検出器の開発
- GaSb/InAsヘテロ接合に1.55umを用いたテラヘルツ波の放射素子の開発 - 大阪大学レーザー科学研究所との共同研究[17]
- ZnO-TFTへのHeプラズマ処理の効果
- バイオセンサー応用に向けた高性能ZnO薄膜トランジスタの開発
- ミストCVD法によって成長した(111)3C-SiCテンプレート基板上ε-Ga2O3薄膜の熱的安定性 〜 次世代パワー半導体の開発[18][19]